# William Grey Walter
William Grey Walter fue un neurólogo norteamericano, experto en robótica y neurofísica. Nació en Kansas City, Missouri el 19 de febrero de 1910. Vivió en Inglaterra desde 1915 donde realizó su carrera de investigador. Estudió en Westminster School y luego en el King's College, de Cambridge, en 1931. Falleció a  los 67 años el 6 de mayo de 1977, a consecuencia de un accidente de tráfico en 1970, del que nunca se recuperó.

## Su vida
Su vida tuvo un cambio al obtener una beca de investigación más grande del mundo en Cambridge a raíz de esto cambió su enfoque hacia la investigación neurofisiológica básica y aplicada en hospitales, en Londres, de 1935 a 1939 y posteriormente en el Instituto Neurológico de carga en el Burden Neurological Institute de Bristol (Inglaterra), desde 1939 a 1970. Cuando era estudiante de Cambridge y uno de los más distinguidos neurofisiólogos de su tiempo se convirtió en el responsable de la electroencefalografía con una máquina que mide las ondas cerebrales, dicha máquina fue capaz de estudiar los diferentes patrones del cerebro como, por ejemplo, los que indican si una persona está aprendiendo. También llevó a cabo trabajos de investigación en Estados Unidos, en la Unión Soviética y en varios otros lugares de Europa. A lo largo de su vida fue un pionero en el campo de la cibernética.
Cuando joven William Grey Walter estaba muy influenciado por la obra del famoso fisiólogo ruso Ivan Pavlov. Visitó el laboratorio de Hans Berger el inventor del electroencefalograma o máquina EEG la cual se usa para medir la actividad eléctrica del cerebro, lo que él estaba estudiando. Igualmente Walter desarrollo sus propias versiones de la máquina de Berger adicionando mejoras en las capacidades para lograr detectar una variedad de tipos de ondas cerebrales que van desde la alta velocidad de las ondas ALFA a la lenta ondas DELTA observadas durante el sueño.
Con sus estudios llegó a la creación de robots como cerebros artificiales simples para estudiar el comportamiento. Su acercamiento a la Inteligencia Artificial fue un pequeño robot móvil con una carcasa de plástico que actuaba con un sensor de golpe. Este fue conocido como phototropic ya que podía seguir la luz. Se apodó la tortuga gracias a su caparazón de plástico que le daba dicha apariencia. Walter esperaba aprender mucho de sus máquinas.
En 1950 William Gray Walter comenzó a experimentar con focos de luz estroboscópica destellando a una frecuencia de 10 a 15 destellos/segundo. Con esto Walter descubrió algo muy importante: la luz estroboscópica no sólo afectaba a la zona del cerebro responsable de la visión, sino que al igual que los sonidos binaurales, también alteraba los ritmos cerebrales y por consiguiente la actividad cerebral de todo el córtex.
Además de importantes contribuciones a la neurofisiología clínica Grey formó parte del grupo de científicos que junto con el grupo dirigido por Norbert Wiener en los Estados Unidos fundaron la cibernética y la robótica moderna. Grey quería demostrar que un sistema robótico con un escaso número de conexiones era capaz de desarrollar comportamientos relativamente complejos. Sobre la base de eso diseñó los robot tortuga, que se difundió ampliamente en su época. Grey era además una persona progresista, amigo de la Unión Soviética, y se preocupó de que el diseño de este robot se conociera en forma masiva. Las tortugas robot son probablemente el primer ejemplo de hardware libre de la historia. Gracias a tortugas como estas, hoy día se pueden conocer robots como SAMSA II, por ejemplo.
Igualmente Walter dio nombres de individuos a sus dos primeros robots, estos fueron Elmer y Elsie, los cuales fueron tristemente canibalizados para crear otras 6 tortugas con la ayuda de su colega "Bunny" Warren.
Las famosas “tortugas de Grey Walter” podían analizar las condiciones del ambiente y migrar automáticamente a donde éstas fueran más favorables, y los autómatas que creó en homenaje a Iván Pavlov poseían “reflejos condicionados”: aprendían a responder adecuadamente ante determinados estímulos, e incluso ante otras señales que simplemente les “recordaran” esos estímulos.

## Libros y Artículos
- Walter's world, New Scientist, 25/7/98.
- Grey Walter: The Pioneer of Real Artificial Life, Holland, Owen E. *Proceedings of the 5th International Workshop on Artificial Life, Christopher Langton Editor, MIT Press, Cambridge, 1997, ISBN 0-262-62111-8
- The Tortoise and the Love Machine': Grey Walter and the Politics of Electro-encephalography', Hayward, Rhodri, Science in Context (2001) 14.4